# Spana in Bob
Spana in Bob (engelska: Pacific Station) är en amerikansk komediserie från 1991. Serien sändes första gången i svensk TV 1993.

## Rollista i urval
- Robert Guillaume - Det. Bob Ballard
- Richard Libertini - Det. Richard Capparelli
- Megan Gallagher - Det. Sandy Calloway
- Ron Leibman - Det. Al Burkhardt
- Joel Murray - Capt. Ken Epstein
- John Hancock - Dep. Commissioner Hank Bishop